# Bebearia tia
Bebearia tia är en fjärilsart som beskrevs av Suffert 1904. Bebearia tia ingår i släktet Bebearia och familjen praktfjärilar. Inga underarter finns listade i Catalogue of Life.